# Галата
Галата́ (тур. Galata, осман. غلطه‎, греч. Γαλατά, итал. Galata) — исторический район на территории ильче Бейоглу в европейской части Стамбула. Основан генуэзскими колонистами в поздневизантийскую эпоху как предместье Константинополя, позднее стал основным торговым районом города. Границы Галаты примерно совпадают с современным районом Каракёй.

## История

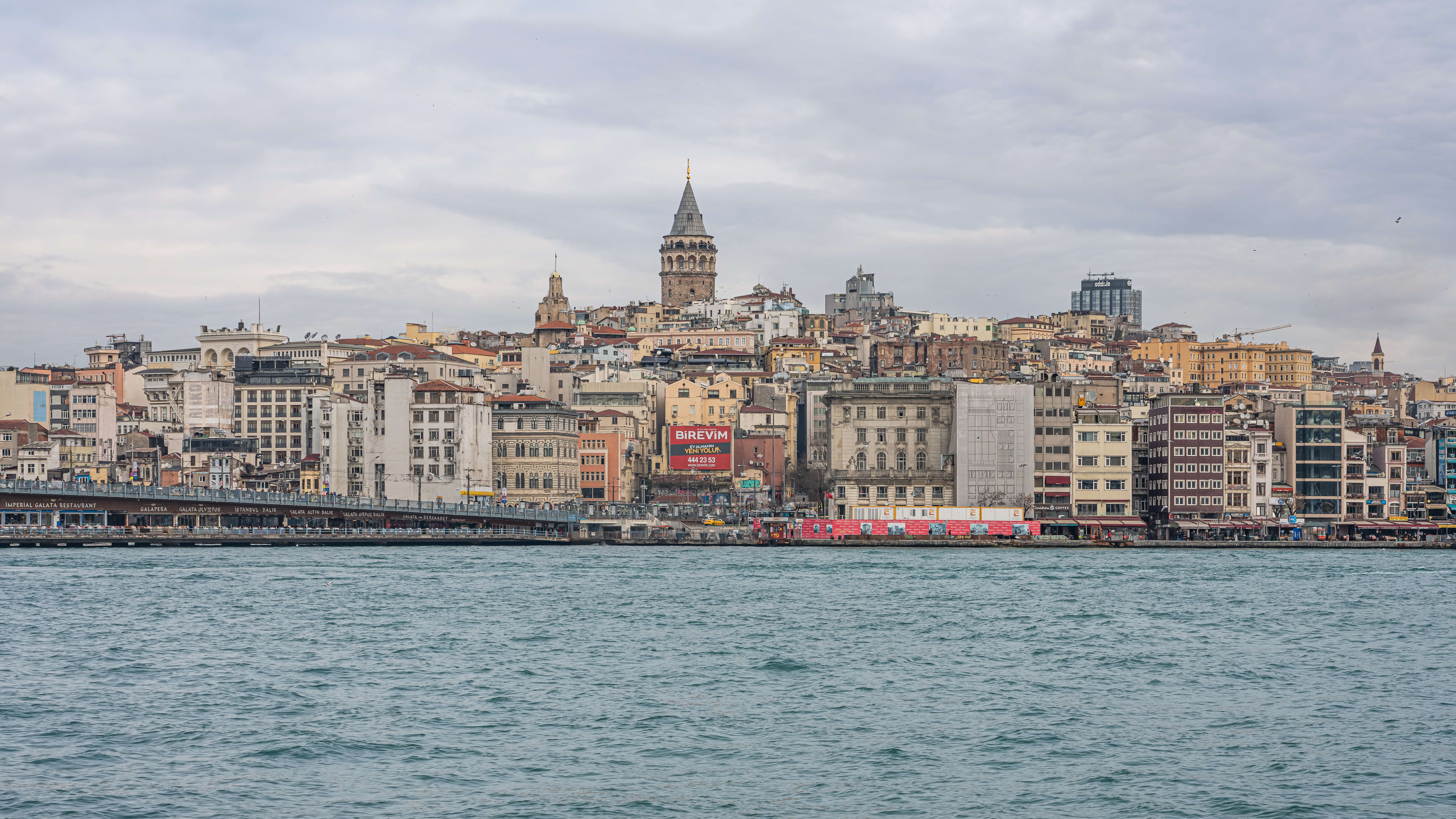
Галата, на переднем плане — Золотой Рог

### Название
Слово, возможно, восходит к греческому «галактос» — молочный, в первые века Константинополя в Галате находились пастбища коз и овец. По другой версии, слово произошло от имени одного из кельтских племён Анатолии — галатов. Итальянцы иногда связывают название со словом «калата» — склон, что, скорее всего, является примером народной этимологии.
В исторической литературе название Галата и Пера (Πέρα) являются взаимозаменяемыми.

### Византия
Первые поселенцы появились на месте Галаты ещё во времена, когда город носил имя Византий. Место было известно под названием Сике (Sycae, фиговые деревья или инжир), в русских источниках встречается вариант перевода «Смоквы».
Во времена Византийской империи необитаемая территория на другой стороне залива Золотой Рог называлась Полями Пера. В исторических документах Галата часто называется Перой, что происходит от древнегреческого названия места Peran en Sykais, что буквально означает «Инжирное поле на другой стороне».
Частью города Галата стала при императоре Константине Великом, тогда же она была обнесена отдельной стеной. В V веке император Феодосий II, разбив город на 14 районов, присвоил Галате номер 13.
Участники IV крестового похода застали у подножия старой Галатской башни богатый еврейский квартал Эстанор, «который образует целый город».

### Генуэзский период
В 1267 году император Михаил VIII Палеолог предоставил коммуне Генуи собственный квартал в Пере - Галату. Контроль над северной частью Константинополя фактически перешёл к генуэзскому купечеству, основавшему здесь банки, торговые конторы и склады на Банковской улице. Генуэзцы оставались хозяевами торговли в империи до самого её падения в 1453 году (и продолжали играть ведущую роль в торговле Османской империи). Генуэзцы при византийцах окружили район стеной (была разрушена султаном Мехмедом) и построили в самой верхней точке района Галатскую башню.

### Османский период
Взятие Константинополя турками привело к оттоку населения из Перы на Хиос. С другой стороны, после взятия Каффы латинское население было отправлено в Перу, где им было приказано строить дома.
Эволюция Галаты после 1453 г. — это путь от богатого генуэзского квартала, обладавшего всеми правами экстерриториальности, до османского селения с собственным кади. К 1468 году большинство людей, живших в Пере, были греками или турками, тем не менее небольшая генуэзская община оставалась в Галате до 1490-х годов. В 1478 г. в Галате уже не было никакого христианского магистрата.
В 1492 году в квартале поселились изгнанные из Испании мориски. Доминиканская церковь св. Павла была обращена ими в мечеть Арап-джами.

## Связанные названия
Недалеко от Галатской башни, но за границами бывшей генуэзской колонии, расположен лицей Галатасарай (буквально «галатский дворец»), бывшая Султанская Школа. На его территории был основан самый титулованный турецкий футбольный клуб «Галатасарай». Мост между Галатой и Константинополем также до сих пор называется Галатским.

## Галерея

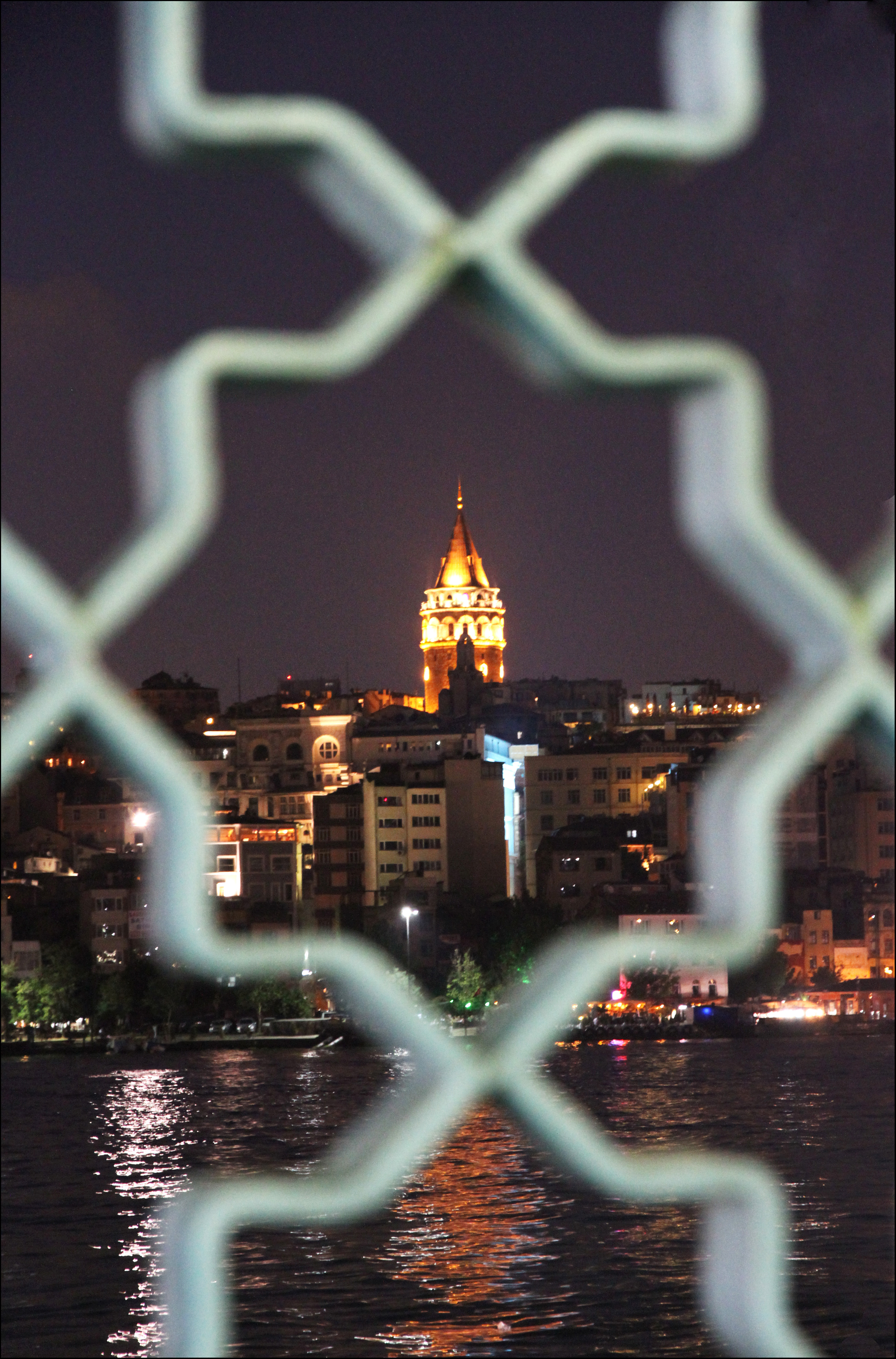
Галата ночью
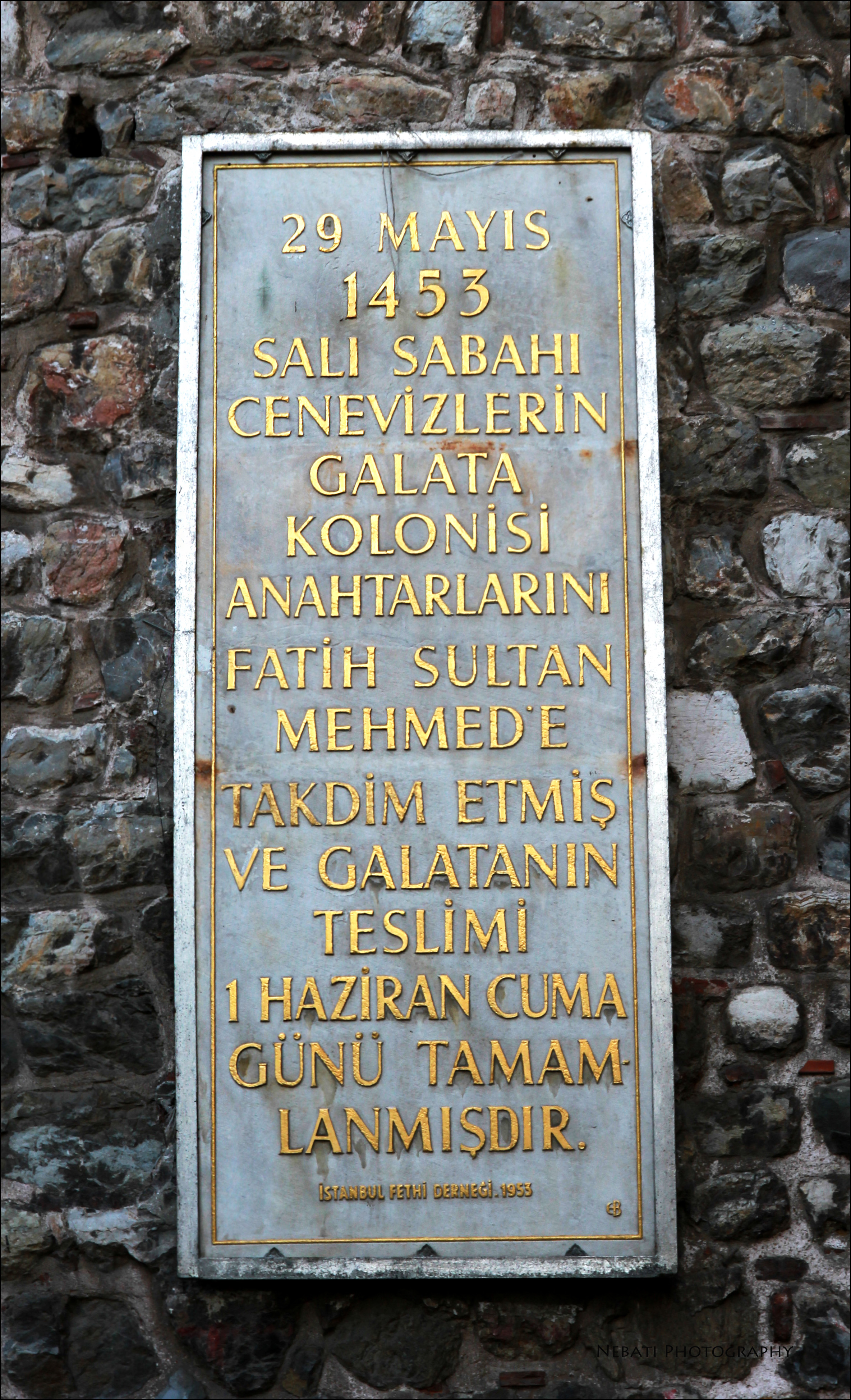
Вывеска на Галатской башне
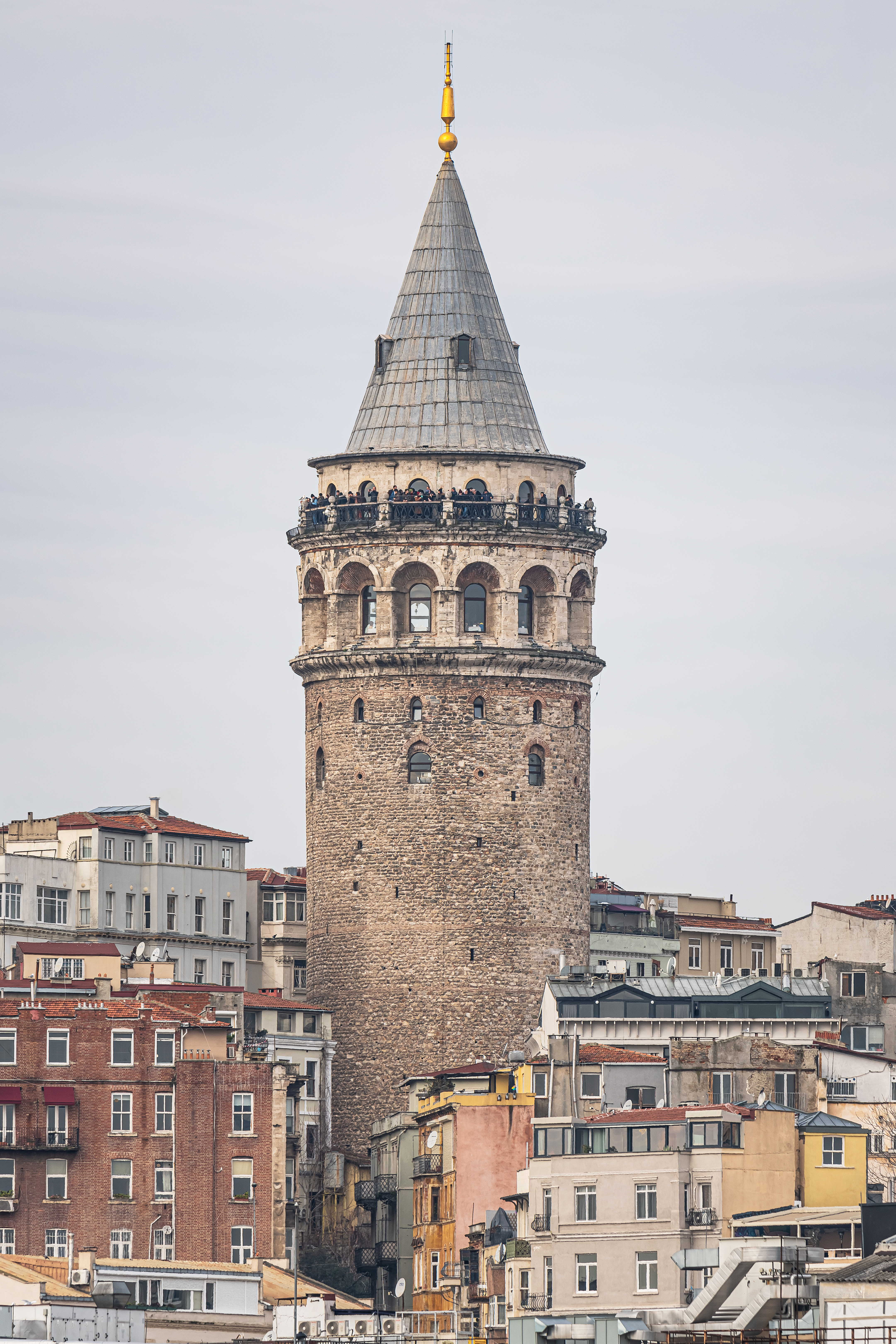
Галатская башня, построенная в 1348 г. на вершине генуэзской цитадели
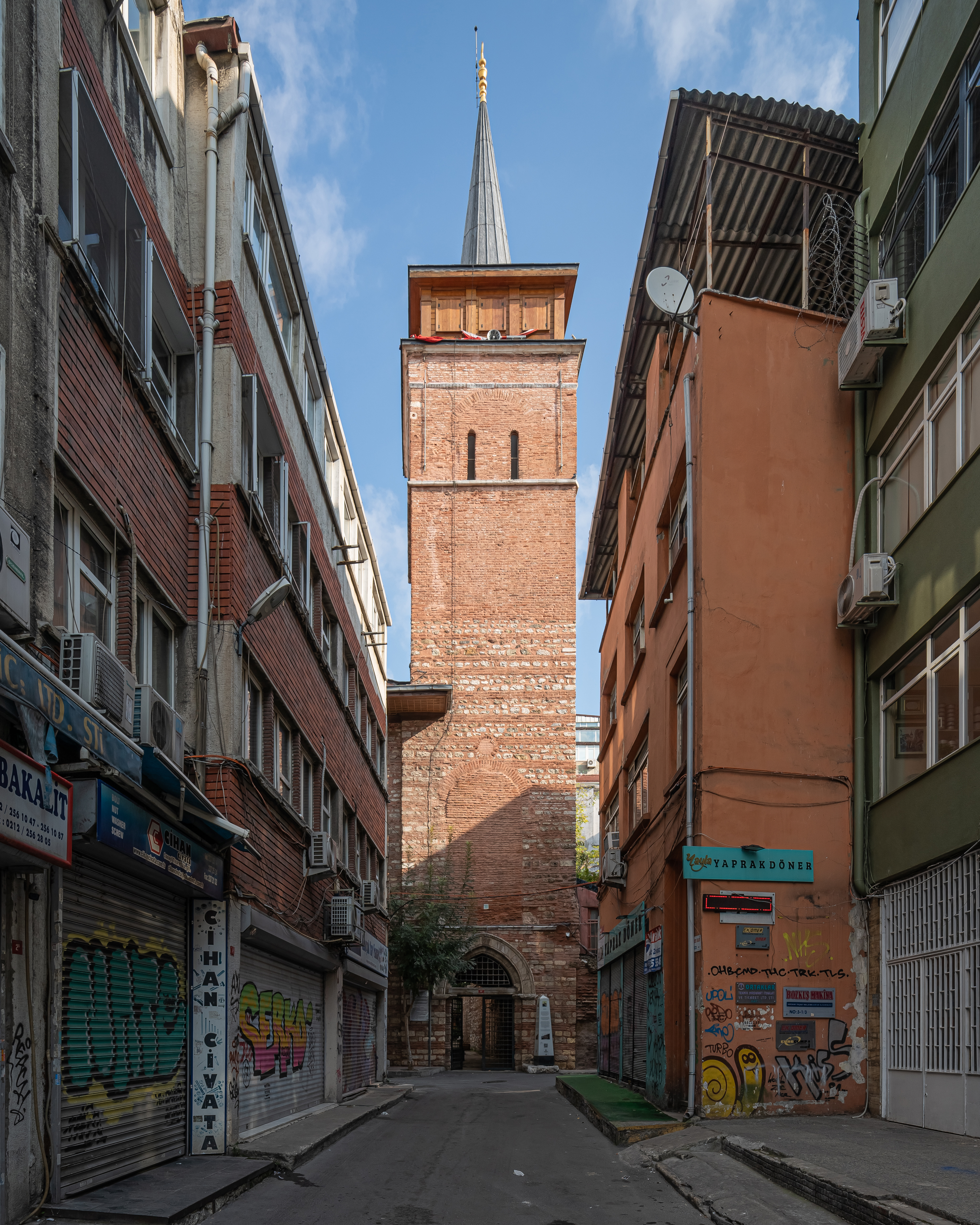
Арабская мечеть в Галате